# Конференция в Дъмбартън Оукс
Конференцията в Дъмба́ртън Оукс (на английски: Dumbarton Oaks Conference), или официално Вашингтонски разговори за международна организация по мира и сигурността (Washington Conversations on International Peace and Security Organization), е международна конференция на Съюзниците във Втората световна война, на която са обсъждани следвоенното устройство на света и създаването на международна организация за поддържанне на мира и сигурността.
Проведена е между 21 август и 7 октомври 1944 в Дъмбартън Оукс – имение в град Вашингтон, столицата на САЩ. Освен домакините участват също представители на Обединеното кралство – във всички заседания, на Съветския съюз – до 28 септември, на Китай – от следващия 29 септември. Председателствана е от американския държавен подсекретар Едуард Райли Стетиниус. Британската делегация е оглавена от постоянния държавен подсекретар за външните работи сър Александър Кадоган (Alexander Cadogan) и после от посланика в Щатите граф Халифакс, съветската – от посланика в Щатите Андрей Громико, китайската – от посланика във Великобритания Гу Уейдзюн (Уелингтън Ку).
Още в началото на преговорите е договорено, че в създаваната Организация на обединените нации ще има начело орган от избрани държави (наречен Съвет за сигурност), договорено е правото на вето за неговите постоянни членове.
Обсъждани са и други основни положения от бъдещия устав на ООН, а също така кои държави ще бъдат поканени в ООН. Това съвещание е последвано от Ялтенската конференция през февруари 1945 г.